# El Pla de Santa Maria
El Pla de Santa Maria est une commune d'Espagne dans la communauté autonome de Catalogne, province de Tarragone, de la comarque de Alt Camp.

## Jumelage
- Vernet-les-Bains (France).